# Yack
Bos grunniens, Bos mutus
Espèce
Espèce
Statut de conservation UICN

 VU A2ac+3c+4c : Vulnérable
 C1 
Statut CITES
Le yack ou yak (du tibétain : གཡག ; Wylie : g.yag ; Bos grunniens) est une grande espèce de ruminant domestique à longue toison de l'Himalaya. La femelle du yak est appelée dri (tibétain : འབྲི་, Wylie : 'bri) ou drimo par les Tibétains et nak par les sherpas.

## Orthographe du terme
Les deux orthographes yack et yak sont répandues en français et aussi correctes l'une que l'autre. L'étymologie de yak (du tibétain g.yag via l'anglais yak, selon le TLFi) est plus ancienne (1791). L'orthographe yack semble avoir été employée, de façon courante mais discontinue, dès 1808.

## Caractéristiques physiques
Le yak ne meugle pas comme les bovins domestiques européens, mais grogne et couine, ce qui a inspiré son nom scientifique Bos grunniens « bœuf qui grogne ».

### Morphologie
- Longueur du corps : 3,25 m
- Longueur des cornes : latérales de 65 à 102 cm, écartement 95 cm
- Hauteur au garrot : 1,6 à 2,0 m
- Poids adulte (sauvage) : 300 kg (femelle) à 1 000 kg (mâle)
- Poids adulte (domestique) : 230 kg (femelle) à 580 kg (mâle)

### Physiologie
- Maturité sexuelle : 6-8 ans
- Gestation : 9 mois
- Nombre de jeunes par portée : 1
- Fréquence des portées : 1 tous les deux ans
- Longévité :
  - En liberté : 15 ans
  - En captivité : 20 ans

## Yack domestique

### Répartition et habitat
Le yak domestique (Bos grunniens Linnaeus, 1766 ou Bos mutus grunniens Linnaeus, 1766) vit dans et autour de la chaîne de l'Himalaya ; en Inde (Ladakh, Uttarakhand, Sikkim, Arunachal Pradesh, Himachal Pradesh), au Népal, au Bhoutan, en Chine (Tibet, Xinjiang, Gansu, Mongolie-Intérieure), ainsi qu'en Mongolie, Russie, Kirghizstan, Kazakhstan, Pakistan, Tadjikistan, Afghanistan, jusqu'à des altitudes de 5 400 mètres. Les yaks vivent quinze ans en haute altitude au-dessus de 3 000 mètres.
Plusieurs éleveurs ont constitué des cheptels de yaks aux États-Unis et en Europe, notamment en Allemagne et en Suisse.
On compte 12 à 14 millions de yaks domestiques.

### Hybrides
- Le ddzo (du tibétain མཛོ་ mdzo tso) est le descendant mâle (stérile) d'un yak et de Bos taurus.
- La ddzomo (ou zhom) est la descendante femelle (fertile) d'un yak et de Bos taurus.

### Utilisations

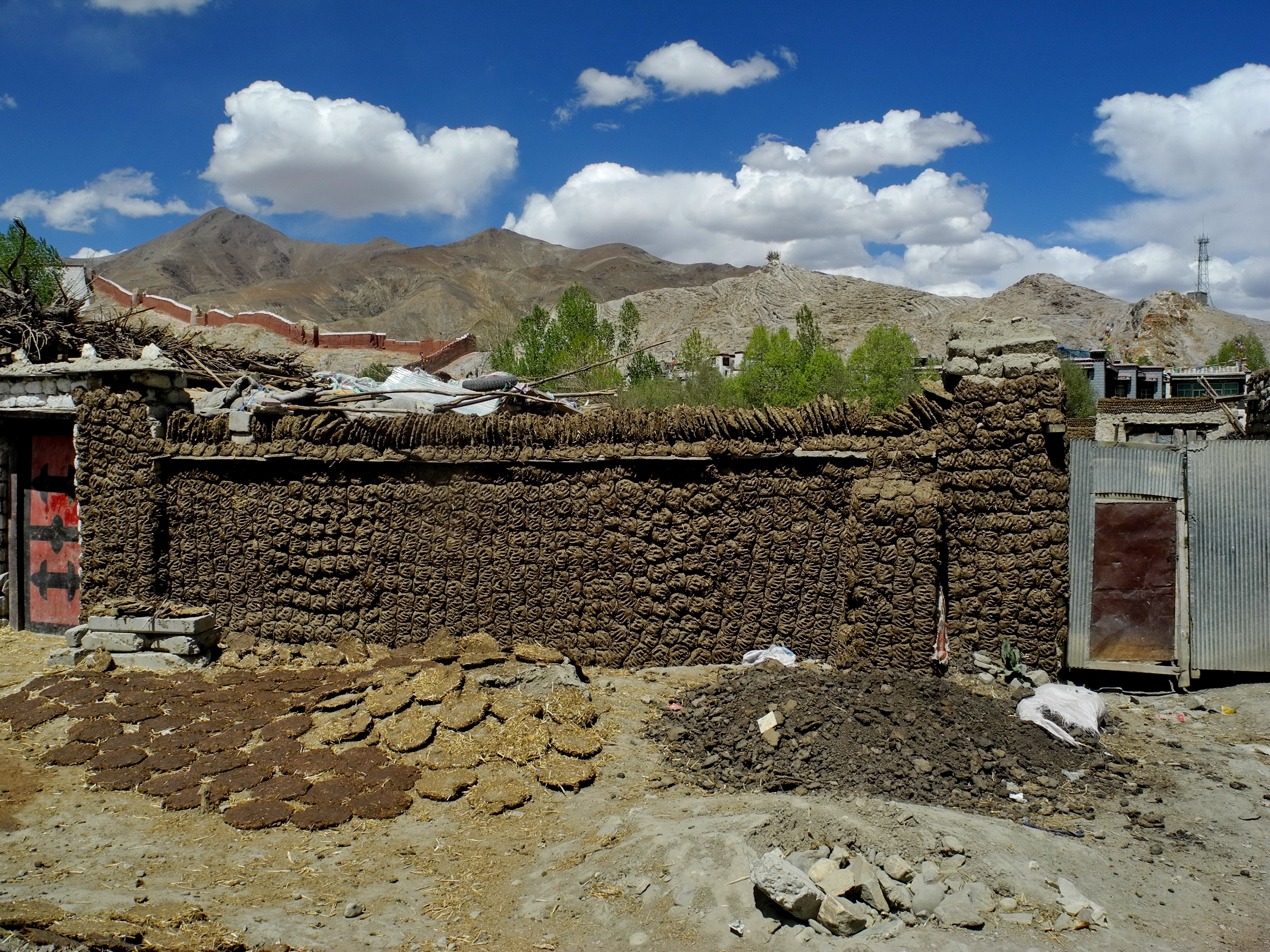
Séchage des bouses de yak utilisées comme combustible.

Le yack domestique est utilisé comme bête de somme (un yak porte environ 130 kilos), comme monture, fournit laine (avec laquelle on confectionne des vêtements, du feutre et des cordes), cuir, viande (séchée à l'air froid et sec, fumée, avec de nombreux parfums dont cinq parfums, pimenté, cumin, etc.), lait (sous forme nature ou fermentée), beurre (le beurre de yak) et fromage. De plus, ses bouses séchées sont un combustible très utilisé.
Le dzo, hybride issu du croisement entre un yak et une vache, peut remplacer le yak comme animal de bât et pour les travaux aux champs. La dzomo produit plus de lait que le yak femelle (dri).
En Chine, au Kazakhstan, Kirghizistan et dans la région du Pamir au Pakistan on pratique des courses de yacks. D'autres sports se pratiquent avec le yak, comme le polo sur yak (en) et le ski avec yak (en).

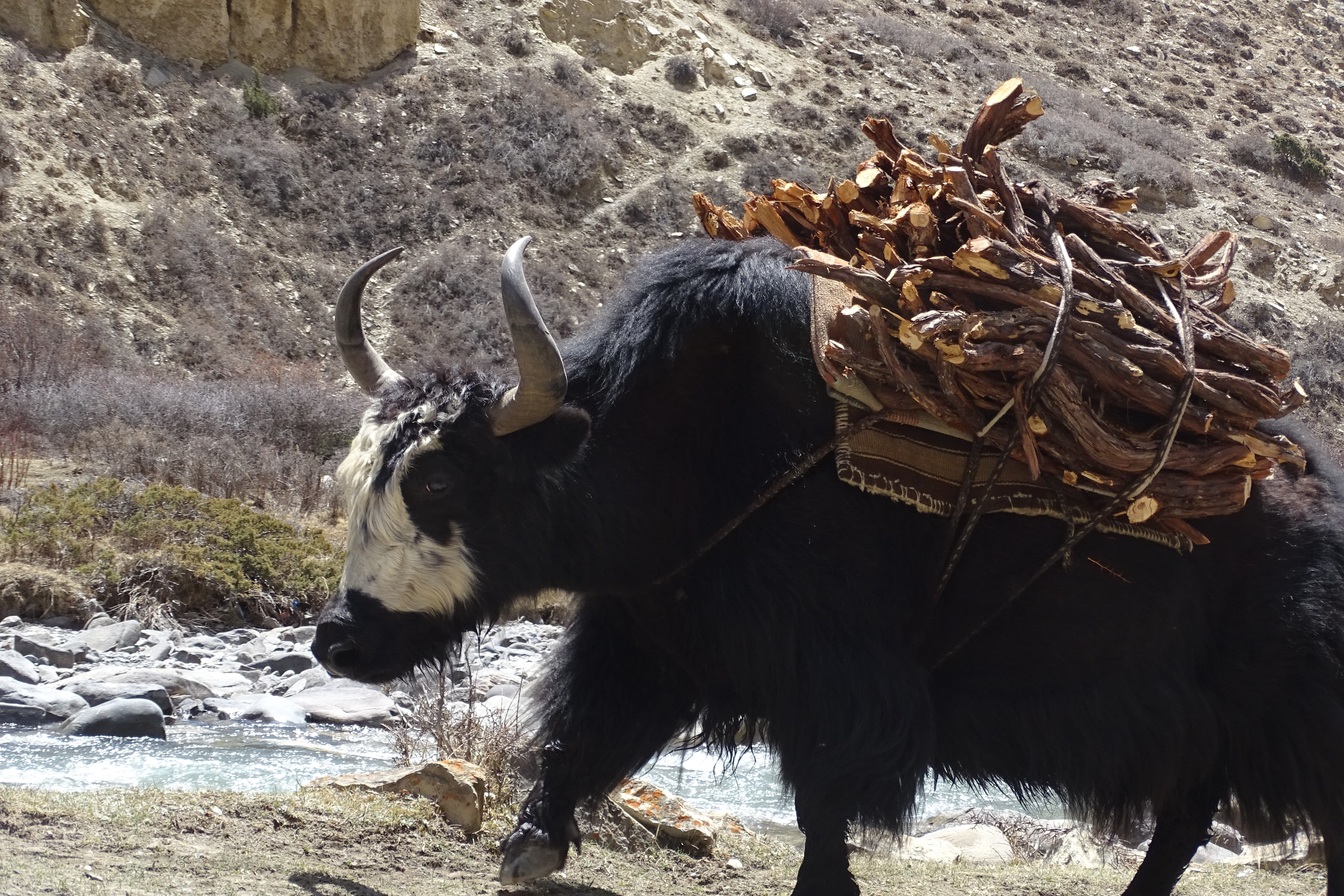
Yak portant du bois au Dolpa.
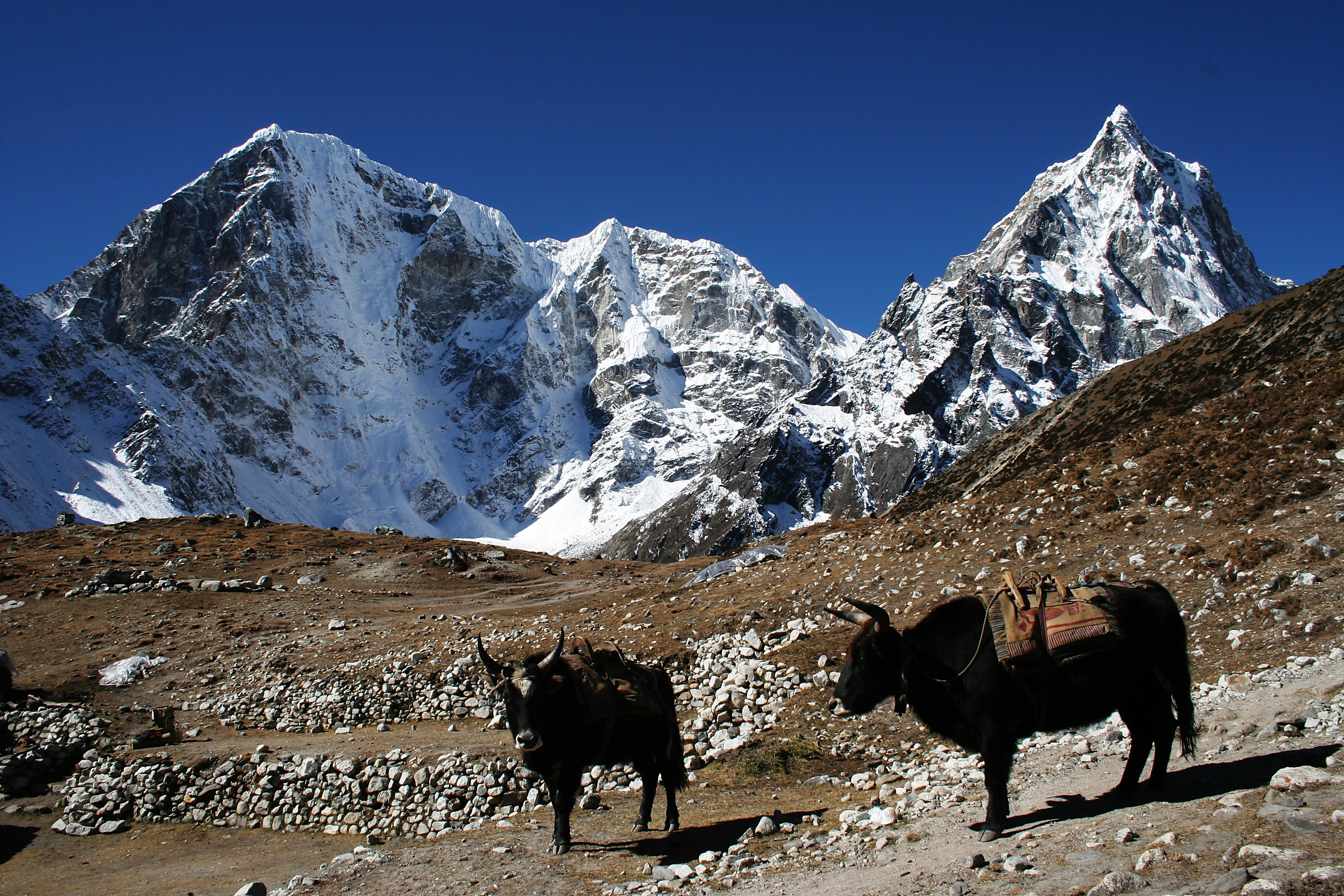
Yak vers le village de Dughla (Thokla) dans le Khumbu au Népal.
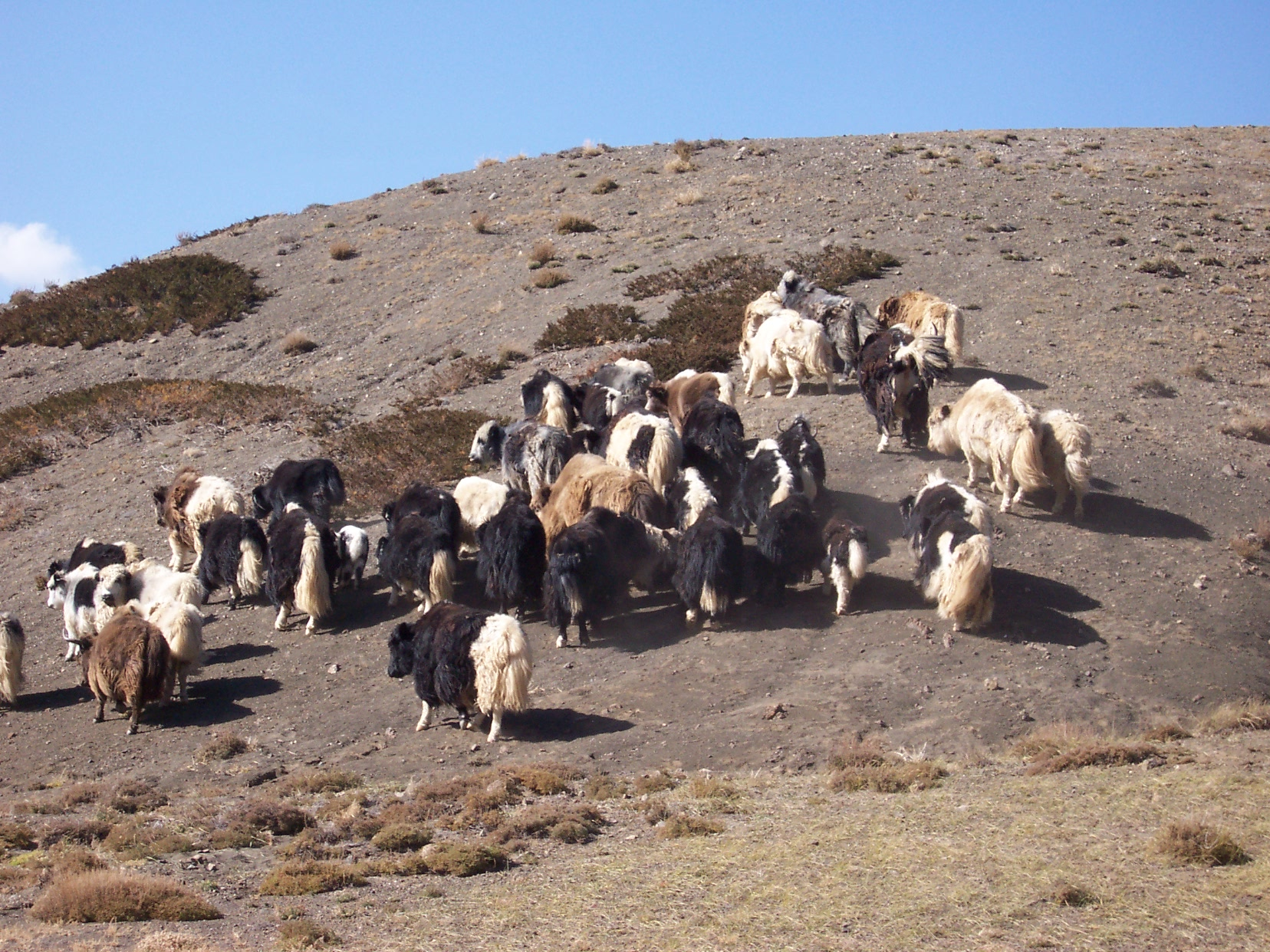
Troupeau de yaks en Mongolie.
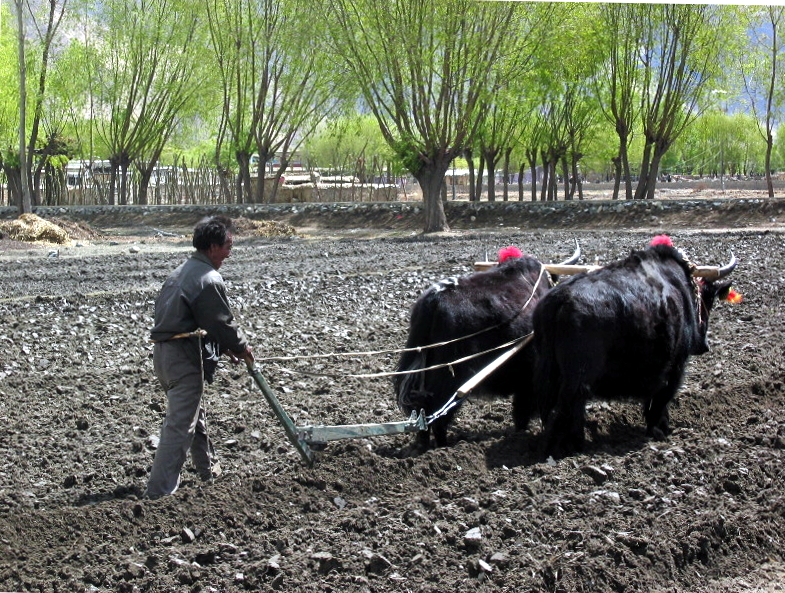
Yaks utilisés pour l'agriculture au Tibet.
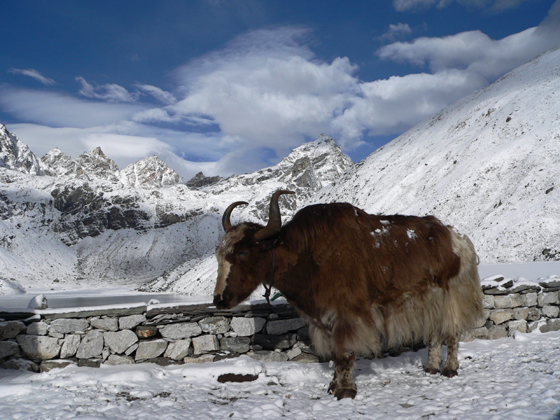
Yak domestique au Népal.
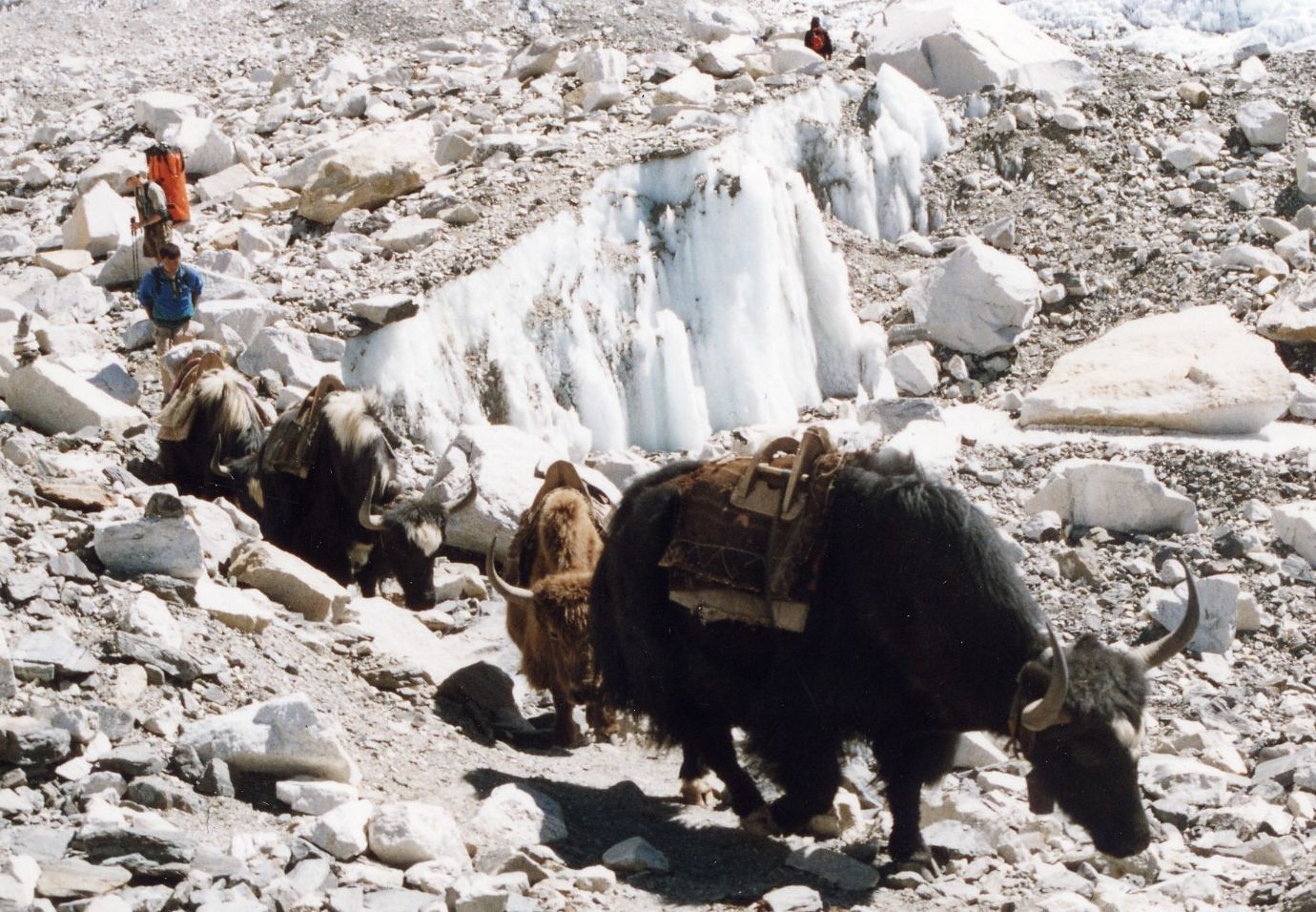
Yak comme bête de somme au Népal.
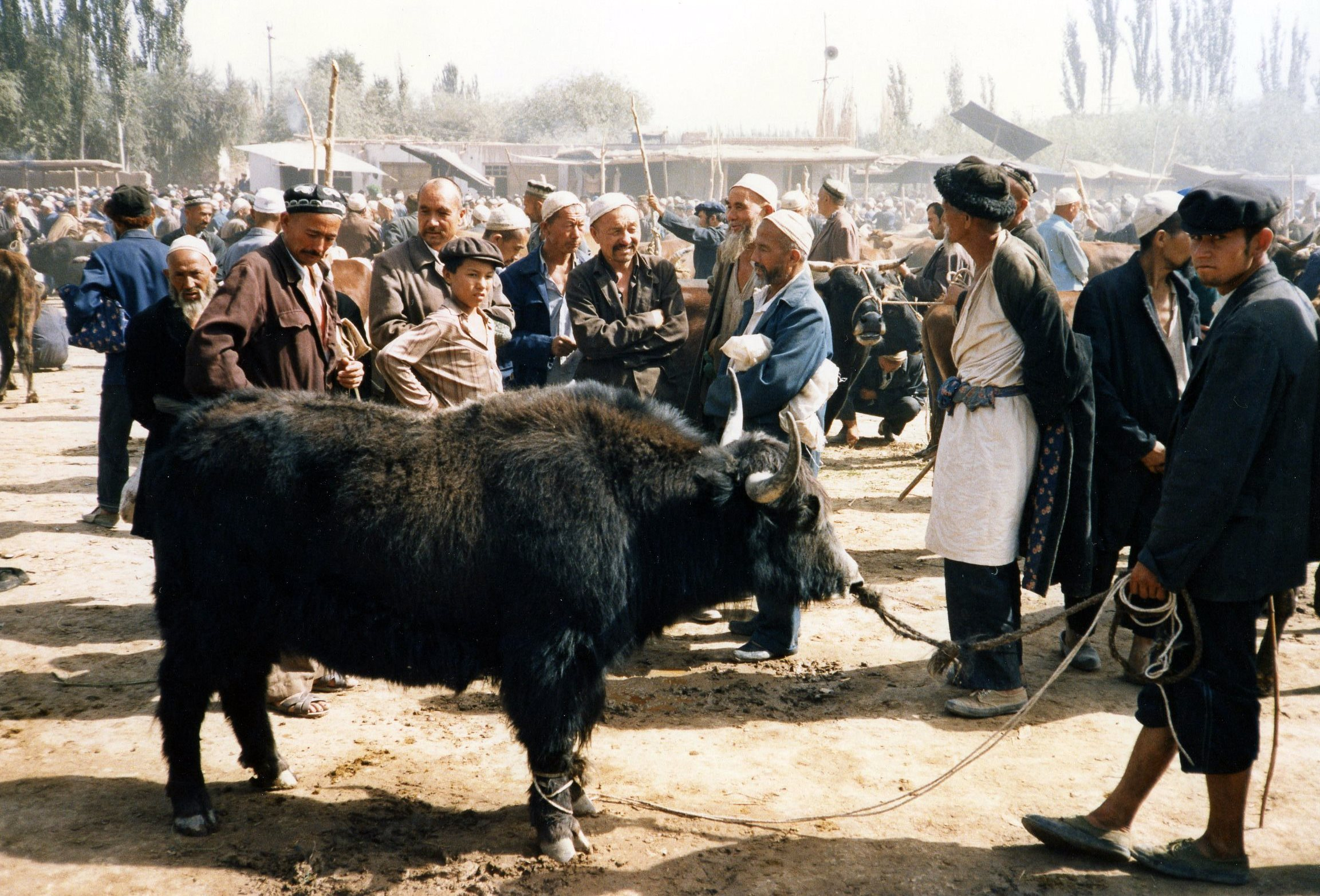
Yak au marché de Kashgar en Chine.
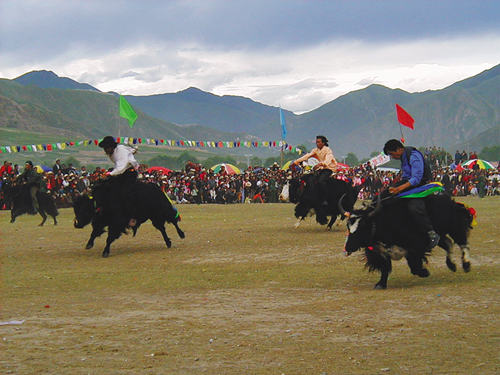
Course de yaks en Chine.
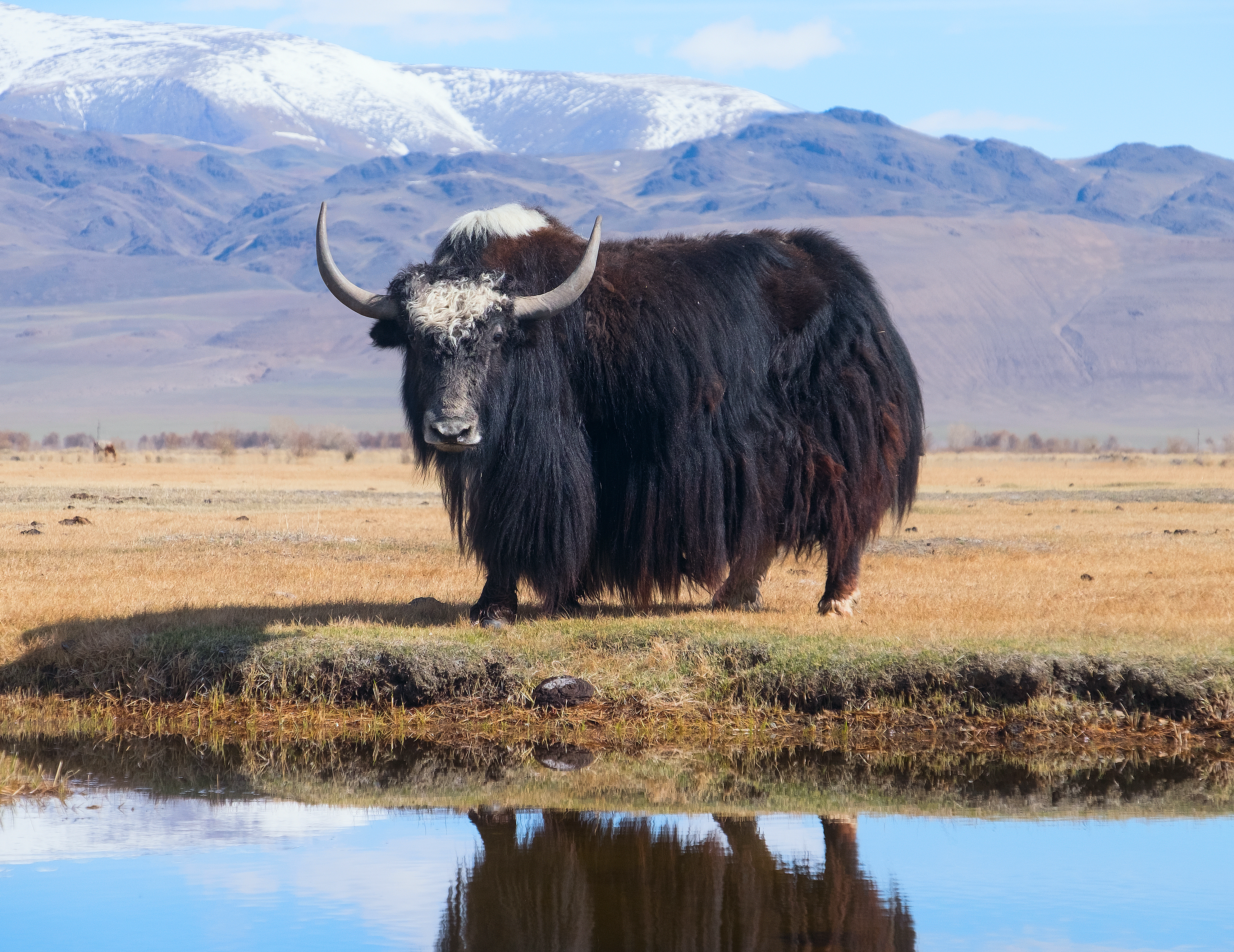
Yak dans l'Altaï.
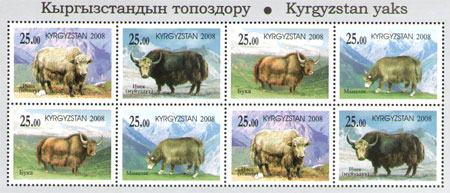
Yaks d'élevage du Kirghizistan.

## Yack sauvage
Le yack sauvage (Bos mutus Przewalski, 1883 ou Bos mutus mutus Przewalski, 1883 ; en tibétain : འབྲོང, Wylie : 'brong, THL : drong, et tibétain : འབྲི་, Wylie : 'bri, THL : dri pour la femelle), uniquement présent au Tibet, est plus grand que le yak domestique, pouvant peser jusqu'à une tonne. Il vit habituellement en groupes de 10 à 30 individus. Son habitat est composé de hauts-plateaux dégarnis, de collines et de montagnes à des altitudes comprises entre 3 200 et 5 400 mètres. Il se nourrit de lichens, d'herbes et d'autres plantes. Durant la saison chaude, il vit dans les régions proches des neiges éternelles ; puis descend vers des terres au climat plus clément lorsque la saison froide approche. Le yak peut affronter le froid jusqu'à −40 °C aussi bien grâce à son sous-poil très dense que par son long et épais pelage de surface. Par ailleurs, il secrète une substance visqueuse (mucus) qui agit comme un isolant au froid. Le yak sauvage a la vue très faible mais compense ce handicap par un odorat particulièrement développé et surtout une ouïe exceptionnelle qui lui permet d'entendre des sons à plusieurs kilomètres de distance. Prjevalski lui a donné le nom scientifique de Bos mutus « bœuf silencieux » car il pensait que cet animal ne produisait aucun son, bien qu'il grogne et couine comme le yak domestique.
Le yack sauvage ne subsiste que sur le plateau du Tibet et dans la chaîne de montagnes du Kunlun. C'est une espèce menacée dont la population totale actuelle est estimée à 15 000 animaux.

## Régime alimentaire
- La toundra offre essentiellement des herbes en été ; en hiver, les ressources accumulées et les mousses sont les seuls apports.